# 女子高生に殺されたい
『女子高生に殺されたい』（じょしこうせいにころされたい）は、古屋兎丸による日本の漫画作品。古屋の画業20周年記念作品として、『ゴーゴーバンチ』2013年Vol.1から2016年Vol.12まで全14話連載された。女子高生に殺されるために高校教師になった男が立てた、9年間もの「理想的な自分殺害計画」の顛末を描く。
2022年3月には本作の実写映画化を記念し、描きおろし漫画を収録した新装版が刊行されている。

## あらすじ
東山春人は高校生の頃から「美少女に殺されたい」という願望に取り憑かれていた。殺されることに興奮する性癖がオートアサシノフェリアと呼ばれることを知った春人は、理学療法に興味を持ち大学で専攻した。実習で解離性同一性障害(多重人格)を患う幼い佐々木真帆を担当する春人。悲惨な犯罪に巻き込まれた真帆の中には、気の強いカオリと大人をも殺す怪力のキャサリンという2つの人格が生まれていた。
真帆は、春人を殺す相手として理想的な美少女だったが、まだ幼すぎた。自分を殺す相手は「女子高生」だと確信した春人は、真帆が高校生になった時に学校に居合わせるために志望を教職に変更した。
真帆が進学した高校の担任教師についてスキャンダルを調べ上げ、退職させて代わりの担任として赴任する春人。逮捕者を出さない為に、自分の死は事故を装う必要があった。文化祭でのクラスの出し物に演劇を勧めて、緞帳のロープが首に絡み宙づりという死に方を選ぶ春人。ぶら下がる前に殺される為には、事前に舞台裏で真帆の中の殺人者キャサリンを呼び出す必要があった。
おとなしい性格の真帆にキャサリンという役で芝居をさせ、刺激して、まず別人格のカオリを呼び出す春人。真帆の守護者であるカオリを攻撃すれば、殺人者キャサリンが現れると踏んだのだ。予想通りに現れたキャサリンに首を締められる春人。だが、真帆の多重人格に気づいていた親友のあおい達が駆けつけて、春人の計画は失敗した。
事件の際に首が締まった後遺症で記憶を失い入院する春人。事件の記憶はカオリとキャサリンのものなので、何も知らない真帆は病院に見舞いに訪れ、「先生が好きだった」と告白した。それを聞いて何かを思い出したかのように、春人の顔に不気味な笑みが広がった。

## 登場人物
東山春人
主人公。二鷹高校勤務の教師。女子高生に殺されたいという願望を抱くようになり、9年間におよぶ綿密な「自分殺害計画」を立てていく。
深川五月
臨床心理士で、春人の元恋人。春人と別れてから数年後に彼が勤務する二鷹高校のスクールカウンセラーとして赴任する。
佐々木真帆
二鷹高校に通う高校生。幼少時に両親から虐待を受けたことで「カオリ」という別人格が姿を見せるようになる。
カオリ
真帆の別人格。真帆が幼少の頃に両親から虐待を受けた際に姿を見せるようになり、真帆本人はカオリの存在を知らない。あおいによれば「カオリは口は悪いが、強くて優しい」とのこと。
後藤あおい
二鷹高校に通う高校生で、真帆の親友。アスペルガー症候群を患っており、真帆とは気が合う。
川原雪生
二鷹高校に通う高校生。性格が軽いように見えるが、実は真面目で思いやりのある人物。真帆のことが好きで、彼女の二重人格を治したいと切望している。

## 書誌情報
- 古屋兎丸『女子高生に殺されたい』、新潮社〈BUNCH COMICS〉、全2巻
  1. 2015年2月9日発売[2]、ISBN 978-4-10-771797-9
  2. 2016年8月9日発売[6]、ISBN 978-4-10-771909-6
- 古屋兎丸『女子高生に殺されたい 新装版』、新潮社〈BUNCH COMICS〉、2022年3月9日発売[5][7]、ISBN 978-4-10-772475-5

## 映画
2022年4月1日に公開。監督は城定秀夫、主演は田中圭。PG12指定。

### キャスト
- 東山春人：田中圭
- 佐々木真帆：南沙良[11][12]
- 小杉あおい：河合優実[11][12]
- 君島京子：莉子[11][12][注 1]
- 沢木愛佳：茅島みずき[11][12][注 1]
- 川原雪生：細田佳央太[11][12]
- 木下マユ：加藤菜津
- 久保乃々花
- キンタカオ
- 深川五月：大島優子[13][14]

### スタッフ
- 原作：古屋兎丸『女子高生に殺されたい』（新潮社バンチコミックス）
- 監督・脚本：城定秀夫
- 音楽：世武裕子
- 製作：鳥羽乾二郎
- エグゼクティブプロデューサー：福家康孝
- 企画・プロデュース：谷戸豊
- プロデューサー：柴原祐一
- ラインプロデューサー：濱松洋一
- 撮影：相馬大輔
- 照明：佐藤浩太
- 録音：竹内久史
- 美術：黒羽陽子
- 美術プロデューサー：津留啓亮
- ヘアメイク：内城千栄子
- 衣装：加藤みゆき
- 編集：相良直一郎
- 音響効果：井上奈津子
- キャスティング：細川久美子
- 助監督：土岐洋介
- 制作担当：天野佑亮
- 宣伝プロデューサー：福田大輔
- 制作プロダクション：ダブ
- 企画・製作・配給：日活

## パロディ

### アダルトビデオ
2017年2月4日に『女子校生に逝かされたい。 あべみかこ』（発売：ダスッ!、監督：タイガー小堺）が発売。殺されたい設定を逝かされたいに変更したオマージュ作品。本編未使用であるものの主題歌として主演あべみかこの歌う『女子校生に殺されたい』も制作されており（作詞作曲：archepro）、2020年9月26日より各種音楽配信サービスで配信されている。